# Кубок володарів кубків 1977—1978
Кубок володарів кубків 1977—1978 — 18-ий розіграш Кубка володарів кубків УЄФА, європейського клубного турніру для переможців національних кубків. 

## Учасники
| №п/п | Клуб                        | Турнір                                     |
| ---- | --------------------------- | ------------------------------------------ |
| 1    | «Гамбург»                   | Володар Кубка володарів кубків 1976—1977   |
| 2    | «Кельн»                     | Володар Кубка ФРН 1976—1977                |
| 3    | «Твенте»                    | Володар Кубка Нідерландів 1976—1977        |
| 4    | «Манчестер Юнайтед»         | Володар Кубка Англії 1976—1977             |
| 5    | «Андерлехт»                 | Фіналіст Кубка Бельгії 1976—1977           |
| 6    | «Динамо» (Москва)           | Володар Кубка СРСР 1977                    |
| 7    | «Реал Бетіс»                | Володар Кубка Іспанії 1976—1977            |
| 8    | «Локомотив» (Лейпциг)       | Фіналіст Кубка НДР 1976—1977               |
| 9    | «Мілан»                     | Володар Кубка Італії 1976—1977             |
| 10   | «Сент-Етьєн»                | Володар Кубка Франції 1976—1977            |
| 11   | «Хайдук»                    | Володар Кубка Югославії 1976—1977          |
| 12   | «Діошдьйор»                 | Володар Кубка Угорщини 1976—1977           |
| 13   | «Порту»                     | Володар Кубка Португалії 1976—1977         |
| 14   | «Локомотив» (Кошиці)        | Володар Кубка Чехословаччини 1976—1977     |
| 15   | «Заглембє» (Сосновець)      | Володар Кубка Польщі 1976—1977             |
| 16   | «Рейнджерс»                 | Фіналіст Кубка Шотландії 1976—1977         |
| 17   | ПАОК                        | Фіналіст Кубка Греції 1976—1977            |
| 18   | «Янг Бойз»                  | Володар Кубка Швейцарії 1976—1977          |
| 19   | «Локомотив» (Софія)         | Фіналіст Кубка Болгарії 1976—1977          |
| 20   | «Аустрія» (Відень)          | Володар Кубка Австрії 1976—1977            |
| 21   | «Кардіфф Сіті»              | Фіналіст Кубка Уельсу 1976—1977            |
| 22   | «Естерс»                    | Володар Кубка Швеції 1976—1977             |
| 23   | «Бешикташ»                  | Фіналіст Кубка Туреччини 1976—1977         |
| 24   | «КС Університатя» (Крайова) | Володар Кубка Румунії 1976—1977            |
| 25   | «Вайле»                     | Володар Кубка Данії 1976—1977              |
| 26   | «Колрейн»                   | Володар Кубка Північної Ірландії 1976—1977 |
| 27   | «Бранн»                     | Володар Кубка Норвегії 1976                |
| 28   | «Дандолк»                   | Володар Кубка Ірландії 1976—1977           |
| 29   | «Рейпас»                    | Володар Кубка Фінляндії 1976               |
| 30   | «Олімпіакос»                | Володар Кубка Кіпру 1976—1977              |
| 31   | «Валетта»                   | Володар Кубка Мальти 1976—1977             |
| 32   | «Акранес»                   | Фіналіст Кубка Ісландії 1976               |
| 33   | «Прогрес»                   | Володар Кубка Люксембургу 1976—1977        |

## Попередній раунд
| Команда 1         | Заг. | Команда 2 | 1-й матч | 2-й матч |
| ----------------- | ---- | --------- | -------- | -------- |
| 17/31 серпня 1977 |      |           |          |          |
| Рейнджерс         | 3:2  | Янг Бойз  | 1:0      | 2:2      |

## Перший раунд
| Команда 1                | Заг.    | Команда 2              | 1-й матч | 2-й матч |
| ------------------------ | ------- | ---------------------- | -------- | -------- |
| 13/28 вересня 1977       |         |                        |          |          |
| Локомотив (Софія)        | 1:8     | Андерлехт              | 1:6      | 0:2      |
| Бешікташ                 | 2:5     | Діошдьйор              | 2:0      | 0:5      |
| Реал Бетіс               | 3:2     | Мілан                  | 2:0      | 1:2      |
| 14/28 вересня 1977       |         |                        |          |          |
| Бранн                    | 5:0     | Акранес                | 1:0      | 4:0      |
| Кардіфф Сіті             | 0:1     | Аустрія (Відень)       | 0:0      | 0:1      |
| Колрейн                  | 3:6     | Локомотив (Лейпциг)    | 1:4      | 2:2      |
| Дандолк                  | 1:4     | Хайдук (Спліт)         | 1:0      | 0:4      |
| Гамбург                  | 13:3    | Рейпас Лахті           | 8:1      | 5:2      |
| Кельн                    | 2:3     | Порту                  | 2:2      | 0:1      |
| Локомотив (Кошице)       | 2:2 (ч) | Естерс                 | 0:0      | 2:2      |
| ПАОК                     | 4:0     | Заглембє (Сосновець)   | 2:0      | 2:0      |
| Прогрес                  | 0:10    | Вайле                  | 0:1      | 0:9      |
| Рейнджерс                | 0:3     | Твенте                 | 0:0      | 0:3      |
| 15/28 вересня 1977       |         |                        |          |          |
| Олімпіакос (Нікосія)     | 1:8     | Університатя (Крайова) | 1:6      | 0:2      |
| 17/29 вересня 1977       |         |                        |          |          |
| Валетта                  | 0:7     | Динамо (Москва)        | 0:2      | 0:5      |
| 14 вересня/5 жовтня 1977 |         |                        |          |          |
| Сент-Етьєн               | 1:3     | Манчестер Юнайтед      | 1:1      | 0:2      |

## Другий раунд
| Команда 1                  | Заг.         | Команда 2              | 1-й матч | 2-й матч |
| -------------------------- | ------------ | ---------------------- | -------- | -------- |
| 19 жовтня/2 листопада 1977 |              |                        |          |          |
| Вайле                      | 4:2          | ПАОК                   | 3:0      | 1:2      |
| Твенте                     | 4:1          | Бранн                  | 2:0      | 2:1      |
| Порту                      | 6:5          | Манчестер Юнайтед      | 4:0      | 2:5      |
| Гамбург                    | 2:3          | Андерлехт              | 1:2      | 1:1      |
| Локомотив (Лейпциг)        | 2:3          | Реал Бетіс             | 1:1      | 1:2      |
| Динамо (Москва)            | 2:2 пен. 3:0 | Університатя (Крайова) | 2:0      | 0:2 дч   |
| Аустрія (Відень)           | 1:1 (ч)      | Локомотив (Кошице)     | 0:0      | 1:1      |
| Діошдьйор                  | 3:3 пен. 3:4 | Хайдук (Спліт)         | 2:1      | 1:2 дч   |

## 1/4 фіналу
| Команда 1         | Заг.         | Команда 2       | 1-й матч | 2-й матч |
| ----------------- | ------------ | --------------- | -------- | -------- |
| 1/15 березня 1978 |              |                 |          |          |
| Вайле             | 0:7          | Твенте          | 0:3      | 0:4      |
| 2/15 березня 1978 |              |                 |          |          |
| Аустрія (Відень)  | 2:2 пен. 3:0 | Хайдук (Спліт)  | 1:1      | 1:1 дч   |
| Порту             | 1:3          | Андерлехт       | 1:0      | 0:3      |
| Реал Бетіс        | 0:3          | Динамо (Москва) | 0:0      | 0:3      |

## 1/2 фіналу
| Команда 1                 | Заг.         | Команда 2        | 1-й матч | 2-й матч |
| ------------------------- | ------------ | ---------------- | -------- | -------- |
| 29 березня/12 квітня 1978 |              |                  |          |          |
| Твенте                    | 0:3          | Андерлехт        | 0:1      | 0:2      |
| Динамо (Москва)           | 3:3 пен. 4:5 | Аустрія (Відень) | 2:1      | 1:2 дч   |

## Фінал
| 3 травня 1978 |

| Андерлехт                               | 4:0      | Аустрія (Відень) |
| --------------------------------------- | -------- | ---------------- |
| Ренсенбрінк 13', 44' ван Бінст 45', 82' | Протокол |                  |

| Парк де Пренс, Париж Глядачів: 48 679 Арбітр: Хайнц Алдінгер |

| Володар Кубка володарів кубків 1977—1978 |
| ---------------------------------------- |
| Бельгія                                  |
| Андерлехт 2-й титул                      |